# Arcidiocesi di Corinto
L'arcidiocesi di Corinto (in latino Archidioecesis Corinthiensis) è una sede titolare della Chiesa cattolica, un tempo arcidiocesi metropolitana con sede a Corinto, antica città della Grecia, posta sull'omonimo istmo.

## Storia
Le origini dell'arcidiocesi di Corinto risalgono al tempo delle predicazioni di san Paolo, che visitò la città e si stabilì nella dimora della casa di Aquila e Priscilla (Atti 18,1), dove Sila e Timoteo presto si unirono a lui. Dopo la sua partenza, a Corinto rimase Apollo, il quale era stato richiamato da Efeso per opera di Priscilla stessa. L'apostolo visitò Corinto di nuovo e scrisse ai Corinti da Efeso nel 57, e quindi lo stesso anno (o secondo altre fonti l'anno successivo), una seconda lettera dalla Macedonia. Si tratta delle due lettere dell'epistolario paolino, che la tradizione ha denominato prima e seconda lettera ai Corinzi.
La famosa Prima lettera di Clemente alla chiesa di Corinto, scritta attorno al 96, mostra la prima evidenza storica del primato della Chiesa di Roma sulle altre chiese, alla base della teologia cattolica del primato papale.
Ben presto la sede di Corinto fu eretta a metropolia della Grecia (provincia romana dell'Ellade) con molte diocesi suffraganee, progressivamente ridotte dopo l'erezione a sedi metropolitane di Patrasso e di Atene (IX secolo). Nella Notitia Episcopatuum attribuita all'imperatore Leone VI e databile all'inizio X secolo Corinto appare al 27º posto fra le sedi metropolitane del patriarcato di Costantinopoli e le sono attribuite sette diocesi suffraganee: Damala, Argo, Monembasia, Cefalonia, Zante, Zemene (o Zemaina) e Maina. Come tutte le sedi episcopali della prefettura dell'Illirico, fino a metà circa dell'VIII secolo l'arcidiocesi di Corinto era parte del patriarcato di Roma; in seguito fu sottoposta al patriarcato di Costantinopoli.
Da sant'Apollo, Le Quien (II, 155) menziona una lunga serie di vescovi, prima e dopo il 1054: tra loro si ricorda anche san Sostene, discepolo di San Paolo; san Dionigi; Paolo, fratello di san Pietro, vescovo di Argo nel X secolo; sant'Anastasio nel medesimo secolo; Giorgio (o Gregorio), un commentatore di inni liturgici.
Durante la quarta crociata, Corinto fu conquistata nel 1209/1210 ed entrò a far parte del principato d'Acaia. Come in molte altre diocesi greche, anche a Corinto fu eretta un'arcidiocesi di rito latino all'epoca di papa Innocenzo III. Il primo prelato conosciuto è Gualtiero, a cui Innocenzo III indirizzò una lettera a maggio del 1212, nella quale il papa enumera i villaggi che costituiscono il territorio della Chiesa di Corinto, ossia Enoria, Palagia, Calesmata, Succhuyna, Sorados, Lavenicia, Clenna, Sarman, Crata, Quarrata e Sandyca. Documenti successivi citano altri villaggi. È difficile tuttavia localizzare tutti questi siti e identificarli con i toponimi odierni.
La lettera di Innocenzo III di maggio 1212 definì anche le suffraganee di Corinto. Tra queste sono menzionate le sedi di Cefalonia, Zante, Damala, Monembasia, Argo, Elo e Zemeno. Questa lista è tuttavia solo teorica, perché di fatto Corinto ebbe come suffraganei solo i vescovi di Argo, di Lacedemonia e di Monembasia. Per mancanza di fedeli cattolici, nel 1222 Corinto inglobò la sede di Zemeno e quella di Damala fu unita ad Argo.
Nel territorio esisteva anche un'abbazia cistencese, menzionata in una lettera di papa Gregorio IX del 23 dicembre 1236, a Saraca (o Saracaz, o Zarcas), di cui oggi restano le rovine nella piana di Stinfalia.
Nel 1395 ebbe termine il principato d'Acaia e la presenza dei Latini a Corinto. La città, dopo una breve parentesi ottomana, fu conquistata dai bizantini del despotato di Morea nel 1403 che la persero definitivamente nel 1458 a favore ancora degli ottomani. È presumibile che in questo periodo ebbe termine anche la presenza degli arcivescovi latini, e la Santa Sede iniziò a nominare prelati in partibus infidelium.
Dal XV secolo Corinto è annoverata tra le sedi arcivescovili titolari della Chiesa cattolica; la sede è vacante dal 17 novembre 2005.
Corinto è anche una sede vescovile della Chiesa ortodossa di Grecia con il nome di metropolia di Corinto, Sicione, Zemene, Tarso e Polyphengos.

## Cronotassi

### Vescovi e arcivescovi greci
- Sant'Apollo †
- San Sostene †
- Apollonio † (prima metà del II secolo)
- Primo † (all'epoca di papa Aniceto)
- San Dionisio I † (all'epoca di papa Sotero)
- Bacchillo † (all'epoca di papa Vittore I)
- Esiodo †
- Epicteto † (all'epoca di Atanasio di Alessandria)
- Dionisio II † (all'epoca di papa Giulio I)
- Doroteo † (menzionato nel 381)
- Eustazio † (V secolo ?)[11]
- Alessandro † (circa 403/407)
- Perigene † (418 - dopo il 431)
- Erasistrato † (prima del 446 - dopo il 449)
- Pietro † (prima del 451 - dopo il 458)
- Fozio † (menzionato nel 536)
- Anastasio † (prima del 591 - 595 deposto)
- Giovanni I † (595 - ?)
- Stefano † (prima del 680 - 692)
- Ilario † (menzionato nell'869)
- Giovanni II † (menzionato nell'879)
- Paolo † (all'epoca del patriara Nicola I Mistico)
- Anonimo † (? - prima del 946)
- Atanasio † (? - 957 deceduto)
- Nicodemo l'Agiorita † (menzionato nel 1024)
- Sergio † (menzionato nel 1027)

### Arcivescovi latini
- Gualtiero † (prima di maggio 1212 - dopo il 1215)
- Anonimo † (menzionato a giugno 1224)[12]
- Anonimo † (1228 - ?)
- Anonimo † (30 marzo 1237 - ?)[13][14]
- Trasmundo † (1253 - 1267 nominato arcivescovo di Monreale)
- Pietro di Confluenzia, O.P. † (febbraio 1268 - 5 aprile 1278 nominato arcivescovo di Cosenza)
- Guglielmo di Moerbeke, O.P. † (9 aprile 1278 - ? deceduto)
- Roberto † (26 ottobre 1286 - ?)
- Matteo di Osenio, O.P. † (circa 1294 - ?)
- Ludovico † (circa 1300 - ? deceduto)
  - Giovanni di Spoleto † (18 gennaio 1306 - 5 giugno 1307 dimesso) (amministratore apostolico)
- Giacomo I † (5 giugno 1307 - ?)
- Bartolomeo † (circa 1312 - ?)
- Anonimo † (menzionato nel 1318)
- Giacomo II † (circa 1340 - 7 gennaio 1349 nominato arcivescovo di Taranto)
- Francesco di Massa, O.F.M. † (29 marzo 1349 - ? deceduto)
- Paolo † (15 marzo 1363 - circa 1379 nominato patriarca di Costantinopoli)
- Matteo † (19 settembre 1386 - ?)
- Stefano, O.F.M. † (8 luglio 1390 - 15 marzo 1395 nominato vescovo di Acerenza)
- Pietro Giovanni, O.F.M. † (26 aprile 1395 - 12 gennaio 1396 nominato vescovo di Zante e Cefalonia)
- Biagio, O.E.S.A. † (12 gennaio 1396 - ?)
- Giovanni † (menzionato il 25 giugno 1407)
- Antonio † (? deceduto)
- Pietro Rainaldi, O.P. † (14 febbraio 1421 - ?)
- Malachia † (? - circa 1460 deceduto)
- Marco Antonio Saraco † (31 luglio 1476 - ?)

### Arcivescovi titolari
- R. † (? deceduto)
- Giulio de Blanchis † (circa 1512 - ?)
- Juan de Sepúlveda † (circa 1517 - ?)
- Gonzalo † (? - 1531 deceduto)
- Germano Bendini † (29 giugno 1560 - 1574 deceduto)
- Domenico Marcotti, O.P. † (3 agosto 1575 - ?)
- Alfonso Paleotti † (13 febbraio 1591 - 23 luglio 1597 nominato arcivescovo di Bologna)
- Guillaume Simonin † (17 settembre 1603 - ?)
- Dominique de Vic † (27 gennaio 1625 - 29 ottobre 1629 nominato arcivescovo di Auch)
- Dominique Séguier † (10 novembre 1631 - 7 giugno 1732 nominato vescovo di Auxerre)
- Jean-François Paul de Gondi † (5 ottobre 1643 - 21 marzo 1654 nominato arcivescovo di Parigi)
  - Thomas de Loche † (31 maggio 1655 - 1655 deceduto) (arcivescovo eletto)
- Carlo Bonelli † (16 ottobre 1656 - 14 gennaio 1664 nominato cardinale presbitero di Sant'Anastasia)
- Giacomo Filippo Nini † (28 aprile 1664 - 15 febbraio 1666 nominato cardinale presbitero di Santa Maria della Pace)
- Stefano Ugolini † (29 marzo 1666 - 18 aprile 1667 nominato patriarca titolare di Costantinopoli)
- Galeazzo Marescotti † (27 febbraio 1668 - 27 maggio 1675 nominato cardinale presbitero di San Bernardo alle Terme Diocleziane)
- Francesco Martelli † (9 settembre 1675 - 21 luglio 1698 nominato patriarca titolare di Gerusalemme)
- Leonardo Balsarini † (19 dicembre 1698 - 1699 deceduto)
- Angelo Maria Carlini, O.P. † (11 dicembre 1702 - ? deceduto)
- Mondilio Orsini, C.O. † (26 giugno 1724 - 20 novembre 1724 nominato arcivescovo, titolo personale, di Melfi e Rapolla)
- Giuseppe Spinelli † (5 settembre 1725 - 15 dicembre 1734 nominato arcivescovo di Napoli)
- Giovanni Francesco Stoppani † (14 marzo 1735 - 26 novembre 1753 nominato cardinale vescovo di Palestrina)
- Antonio Biglia † (22 luglio 1754 - 29 novembre 1755 deceduto)
- Francesco Mattei † (28 marzo 1757 - 13 marzo 1758 nominato patriarca titolare di Alessandria)
- Enrico Benedetto Stuart † (2 ottobre 1758 - 13 luglio 1761 nominato cardinale vescovo di Frascati)
- Marcantonio Colonna † (19 aprile 1762 - 20 settembre 1784 nominato cardinale vescovo di Palestrina)
- Ippolito Antonio Vincenti Mareri † (11 aprile 1785 - 21 febbraio 1794 nominato cardinale presbitero dei Santi Nereo e Achilleo)
- Giuseppe Maria Spina † (10 giugno 1798 - 24 maggio 1802 nominato arcivescovo di Genova)
- Dionisio Ridolfini Conestabile † (9 agosto 1802 - 26 settembre 1803 nominato arcivescovo, titolo personale, di Viterbo e Tuscania)
- Giovanni Fraschina, O.F.M.Cap. † (26 marzo 1804 - 27 marzo 1837 deceduto)
- Giuseppe Angelini † (21 dicembre 1868 - 8 gennaio 1876 deceduto)
- Cesare Sambucetti † (1º aprile 1882 - 12 aprile 1911 deceduto)
- Pio da Langogne, O.F.M.Cap. † (27 novembre 1911 - 4 maggio 1914 deceduto)
- Bonaventura Cerretti † (10 maggio 1914 - 14 dicembre 1925 nominato cardinale presbitero di Santa Cecilia)
- Louis Petit, A.A. † (24 giugno 1926 - 5 novembre 1927 deceduto)
- Ettore Felici † (6 novembre 1927 - 9 maggio 1951 deceduto)
- Gennaro Verolino † (5 settembre 1951 - 17 novembre 2005 deceduto)